# آرثر روث
آرثر روث (بالإنجليزية: Arthur Roth)‏ هو كاتب للأطفال أمريكي، ولد في 4 ديسمبر 1891 في نيويورك في الولايات المتحدة، وتوفي في 10 أكتوبر 1950.

## وصلات خارجية
- آرثر روث على موقع أوليمبيديا (الإنجليزية)